# كلاوديو كويلو
كلاوديو كويلّو (بالإسبانية: Claudio Coello)‏ هو رسام إسباني، ولد في 2 مارس 1642 في مدريد في إسبانيا، وتوفي بنفس المكان في 20 أبريل 1693.

## وصلات خارجية
- كلاوديو كويلّو على موقع الموسوعة البريطانية (الإنجليزية)